# Haugvicové
Haugvicové (německy Haugwitz) je šlechtický rod původem z Míšeňska, který se rozrostl do více větví. Od středověku jeho příslušníci žili v Sasku, Slezsku, Čechách, na Moravě, v Kladsku, v Lužici a později také ve Východním Prusku. Jsou příbuzní s rodem Rechenbergů.

## Historie
Podle rodinných legend pochází Haugvicové z franské šlechty z doby karolínské. Doložený původ rodu je však v oblasti Saska. Prvním doložitelným zástupcem je Seifrid z Haugvic (Sifridus de Hugwitz), který v roce 1225 slíbil 2 kopy platu kapli na hradě v Budyšíně. Za původní sídlo Haugviců je pokládána vesnice Haubitz, nynější část města Borna nedaleko Lipska, která je poprvé zmiňována v roce 1350 jako Hugewicz. Ve vzdálenosti 25 kilometrů se nachází vesnice Haubitz, část města Grimma, která je s rodem taktéž spojována.

### Větve rodu
Od 14. století vzniklo více větví rodu. Hlavní rodová větev Haugviců zůstala v Sasku, kde o nich mizí zprávy v 17. století. (Po smrti obou rodičů se v roce 1630 v dětském věku osiřelá Anna Markéta z Haugvic dostala do Švédska a roku 1640 provdala za švédského generála Carla Gustava Wrangela.)
Někteří Haugvicové se ve 14. století objevili v severozápadních Čechách, kde se následně vyvinula větev Haugviců z Lochotína. Část Haugviců odešla ze Saska na východ. Z těch, kteří se usadili v Kladsku, vznikla rodová větev Haugviců z Biskupic, kteří svůj přídomek získali podle tamních Biskupic, nynější vesnice Piszkowice u města Kladsko. Později se dostali i na Moravu a do Čech. Další zůstali ve slezských knížectvích, kde se objevila i větev Haugviců z Malé Obiše.

Rodové majetky Haugviců
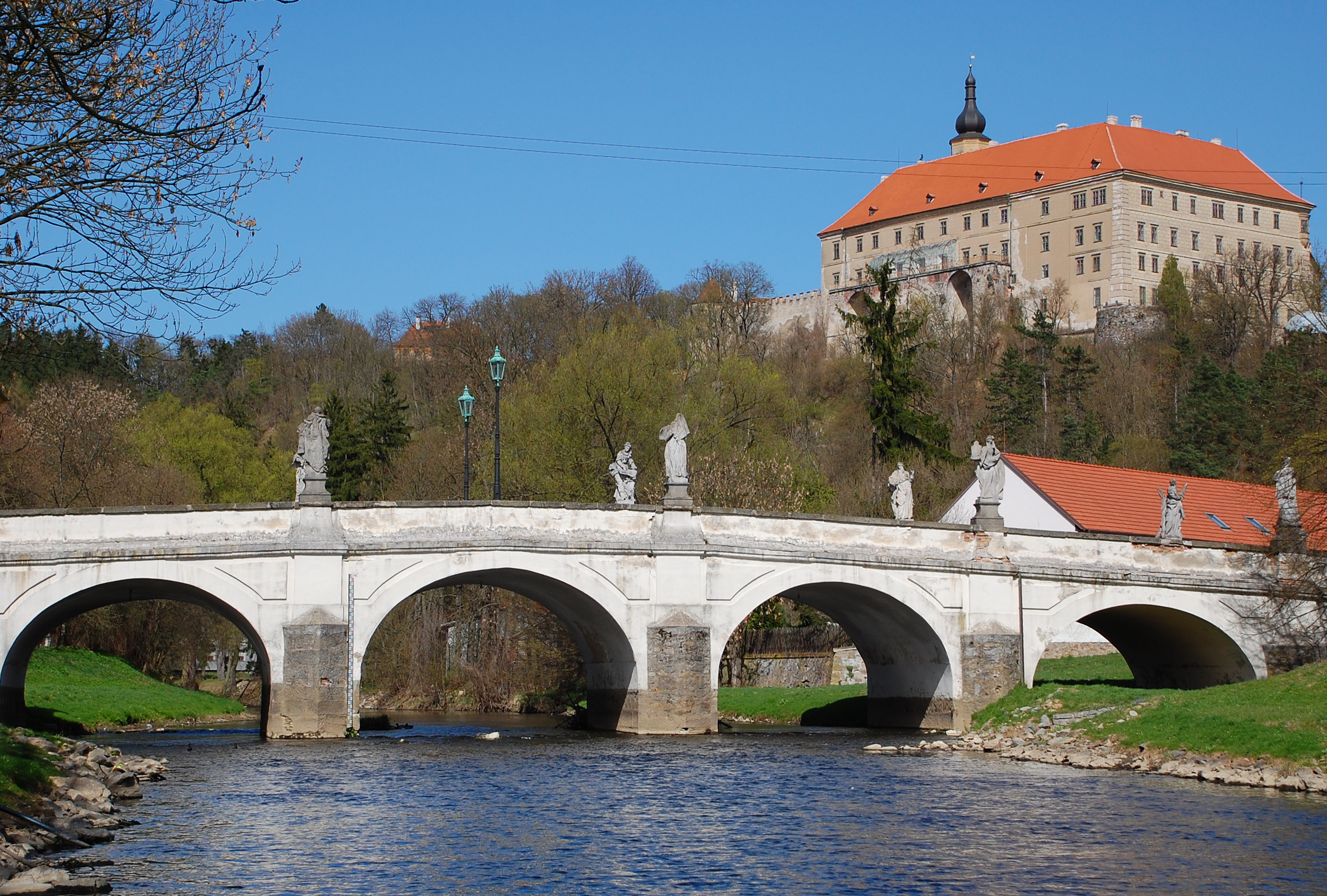
Zámek Náměšť nad Oslavou, Morava
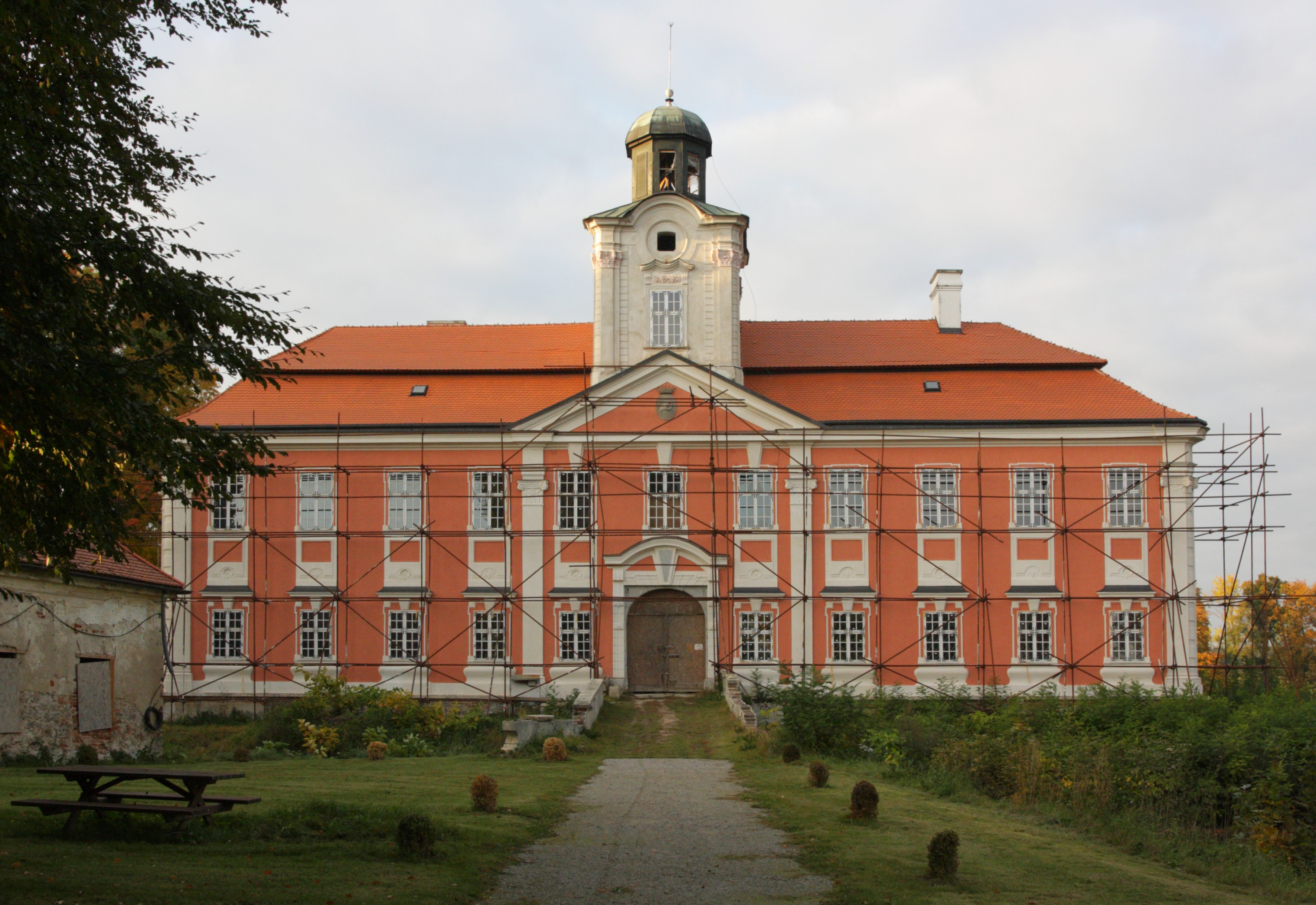
Zámek Osová, Morava
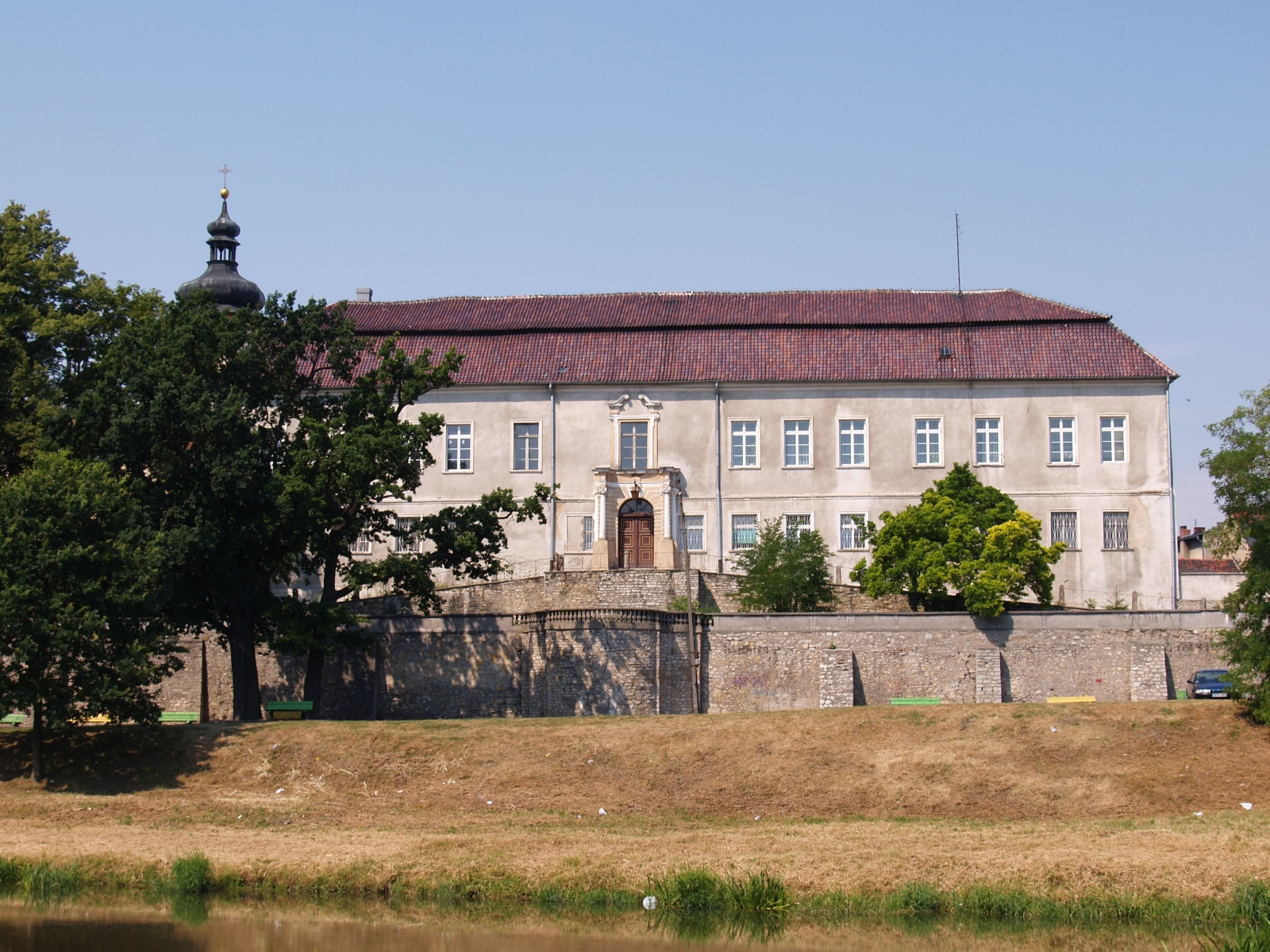
Zámek Chrapkovice, Horní Slezsko

### Haugvicové v českých zemích
Haugvicové z Malé Obiše, jejichž rod je doložen od roku 1474 počínaje Matoušem z Haugvic (Matthäus von Haugwitz), se rovněž přesunuli do Čech, kde byli v roce 1723 přijati do panského stavu. Bedřich Vilém koupil v roce 1752 moravské panství Náměšť nad Oslavou. Náměšťská a kojetínská větev rodu byly v 18. století povýšeny do hraběcího stavu. Jednu dobu vlastnili také hrad Bouzov. V roce 1797 tato linie získala panství Osov s Rojetínem, která zůstala v jejich vlastnictví až do roku 1945, kdy mu byl majetek na základě Benešových dekretů vyvlastněn. Po vymření hraběcího rodu Daunů v roce 1904 zdědili Haugvicové velkostatek na Moravě, který později kvůli dědickým sporům prodali.[zdroj⁠?!] Potomci Haugviců z Náměště žijí v Rakousku, Kanadě, USA a Německu, členové dalších větví potom v Německu.
K náměšťské větvi Haugviců se hlásí bývalý pražský úředník Svatopluk Haugwitz (rozený Haužvic), který se neoprávněně nechává titulovat jako „kníže von Haugwitz a baron z Biskupitz, vládnoucí kníže rodu“ a který založil spolek „Knížecí dům šlechtického rodu von Haugwitz“. Děje se tak na základě rodinné tradice, podle které měl být údajným otcem jeho nemanželského předka v otcovské linii, narozeného v roce 1807 v Brandýse nad Labem, Evžen Vilém z Haugvic. Příslušnost Svatopluka Haugwitze k rodu však odmítají historici a genealogové jako neprůkaznou, stejně tak i Johana El-Kalak Haugwitzová, ve Vídni žijící dcera posledního majitele Náměště, a ostatní žijící příslušníci rodu. Rovněž titul knížete mu udělil pravoslavný arcibiskup, vladyka Kryštof, aniž by k tomu byl oprávněn.

## Význačné osobnosti rodu
- Seifrid z Haugvic (Sifridus de Hugwitz), první známý člen rodu ve 13. století

- Jiří z Haugvic († 1463), biskup naumburský, jeho předchůdce Peter von Schleinitz je často nesprávně přiřazen k rodu z Haugvic
- Jan IX. z Haugvic (1524-1595), biskup míšeňský
- Anna Markéta z Haugvic, hraběnka ze Salmis (1622–1673) v roce 1640 stala manželkou švédského generála Carla Gustava Wrangela
- Bedřich Adolf z Haugvic (1637-1705), saský vrchní dvorský maršál, skutečný tajný rada, válečný rada a daňový ředitel
- August Adolf z Haugvic (1647–1706), barokní dramatik z Lužice
- Jan Adolf z Haugvic, hejtman Horní Lužice a správce panství Hojeřice, majitel panství Sprévská Hora (1660-1668)
- Bedřich Vilém z Haugvic (1702-1765), moravský šlechtic, rakouský státník a státní úředník
- Karel Vilém z Haugvic (1736-1819), generálmajor
- Kristián z Haugvic, od roku 1786 hrabě z Haugvic (1752–1832), pruský právník, státník a diplomat
- Otto z Haugvic (1767-1842), překladatel a básník
- Jindřich Vilém III. z Haugvic (1770-1842), továrník, stavitel a hudebník
- Karel z Haugvic (1771-1844), spisovatel
- Evžen Vilém z Haugvic (1777-1867), rakouský polní maršál a generál
- Jan Arnošt z Haugvic (1780-1843), krajský ředitel a okresní správce
- Luisa z Haugvic (1782-1855), rozená von Rohr, spisovatelka
- Pavel z Haugvic (1791-1856), podplukovník a spisovatel, pobočník generála Tauentziena z Wittenbergu a hraběte Yorcka z Wartenburgu
- Arnošt z Haugvic (1802–1880), německý velkostatkář
- Kurt von Haugwitz (1816-1888), německý velkostatkář, státní úředník a poslanec
- Fridrich z Haugvic (1834-1912), pruský generálporučík
- Karel Vilém z Haugvic (1843-1921), statkář a politik, poslanec říšské rady
- Jindřich z Haugvic (1844-1927), německý majitel panství a poslanec
- Alfred z Haugvic (1854-1924), pruský generál pěchoty
- Jindřich Haugwitz (1901-1966), český šlechtic a vlastenec
- Lance Reventlow, ve skutečnosti Lawrence Graf von Haugwitz-Hardenberg-Reventlow (1936-1972), americký závodní jezdec
- Johana El-Kalak Haugwitz (* 1943), dědička rodu